# Reiner Möckelmann
Reiner Möckelmann (* 20. April 1941 in Marburg) ist ein ehemaliger deutscher 
Diplomat und Autor.

## Leben
Nach seinem Abitur im Jahre 1960 am Walddörfer-Gymnasium in Hamburg machte Reiner Möckelmann dort eine zweijährige Banklehre. Im Anschluss studierte er zwei Semester Philologie in Marburg und wechselte zum Studium der Soziologie und Volkswirtschaft nach Hamburg. Dieses Studium setzte er 1965 in Freiburg fort und schloss es dort 1968 als Dipl. rer. pol. ab. Es folgte ein Studienaufenthalt in Riverside (Kalifornien). Von 1969 bis 1973 war er als Entwicklungsreferent bei der Kreditanstalt für Wiederaufbau in Frankfurt tätig.
Im Jahr 1973 trat er in das Auswärtige Amt ein. In der Zentrale war er in der Wirtschaftsabteilung (1978–82), dem Planungsstab (1989–1992) sowie der Europaabteilung (1996–2000) tätig. Seine Verwendungen im Ausland erfolgten als Wirtschaftsreferent an der Botschaft in Moskau (1975–1978), als Pressereferent an der Botschaft in Lima (1982–1986) und als Leiter der Wirtschaftsabteilung an den Botschaften in Belgrad (1986–1989) und Ankara (1992–1996). Von 2000 bis 2003 war er Gesandter an der Botschaft in Wien und von 2003 bis 2006 Generalkonsul in Istanbul.
Ab 2006 bis einschließlich 2012 leitete er ehrenamtlich die Sommerschule Wust e. V. für englische Sprache, Literatur, Theater und Musik. Seit seiner Pensionierung recherchiert und publiziert er schwerpunktmäßig zu Themen in Verbindung mit den deutsch-türkischen Beziehungen während der NS-Zeit.
Möckelmann lebt mit seiner Frau in Berlin. 

## Schriften

### Monographien
- Transit Istanbul–Palästina. Juden auf der Flucht aus Südosteuropa, wbg Theiss, Darmstadt 2023, ISBN 978-3-8062-4560-8 (Rezensionen[4][5][6])
- Franz von Papen. Hitler'in Türkiye Büyükelçisi, Istanbul 2019, ISBN 978-605-105-188-8
- Hannah von Bredow – Bismarcks furchtlose Enkelin gegen Hitler, Theiss in Wissenschaftliche Buchgesellschaft 2018, ISBN 978-3-8062-3662-0 (Rezension[7])
- Franz von Papen. Hitlers ewiger Vasall, Zabern-Verlag in Wissenschaftliche Buchgesellschaft 2016, ISBN 978-3-8053-5026-6 (Rezensionen[8][9])
- Ikinci Vatan Türkiye. Ernst Reuter in Ankara Yillari, İş Bankası Kültür Yayınları Istanbul 2016, ISBN 978-605-332-854-4.
- Wartesaal Ankara. Ernst Reuter – Exil und Rückkehr nach Berlin, Berliner Wissenschafts-Verlag, 2013, ISBN 978-3-8305-3143-2. (Rezension[10])

### Aufsätze
- Die Türkei und der Holocaust – Ihre Rolle während der Judenverfolgung und heutige Geschichtspolitik in: Südosteuropa Mitteilungen 04/22, S. 65–78
- Restaurativer Illusionär und Vasall: Franz von Papen in: Politiker ohne Amt. Von Metternich bis Helmut Schmidt, Otto-von-Bismarck-Stiftung, Wissenschaftliche Reihe, Band: 28, Berlin 2020, S. 89–114
- Reichskanzler a. D. Franz von Papen – Ende einer Karriere? In: Werl gestern-heute-morgen, Jahrbuch der Stadt Werl, Werl 2019, S. 12–21
- Hitlers Saar-Beauftragter Franz von Papen in: Journal on European History of Law, Vol. 9/2018 No.1, London 2018, S. 25–35
- Ernst Reuter – Herausforderungen in Ankara von 1935 bis 1946 in: Türkiye’de Yabancı Bilim İnsanları ve Cankay’da Bir Kent Bilimci: Ernst Reuter, Ankara 2018, S. 35–50
- Deutschland und die Republik Türkei in der Weimarer und NS-Zeit in: P. Leidinger, U. Hillebrand (Hg.). Deutsch-Türkische Beziehungen im Jahrhundert zwischen Erstem Weltkrieg und Gegenwart. Grundlagen zu Geschichte und Verständnis beider Länder – 100 Jahre Deutsch-Türkische Gesellschaft Münster, Berlin 2017, S. 99–114
- Haymatloz. NS-Verfolgte im türkischen Exil in: Türkei. Schlüsselmacht einer Krisenregion, Die Politische Meinung Nr. 537, März/April 2016, 61. Jg., Osnabrück, S. 30–35

### Herausgeberschaften
- Die vergriffene Autobiografie von Ernst E. Hirsch, Aus des Kaisers Zeiten durch die Weimarer Republik in das Land Atatürks (J. Schweitzer Verlag, München 1982, ISBN 3-88709-027-6) brachte er unter dem Titel: Ernst E. Hirsch, Als Rechtsgelehrter im Lande Atatürks (Berliner Wissenschaftsverlag, 2008, ISBN 978-3-8305-1533-3) neu heraus und verfasste die Einleitung.
- Exil und Gesundheitswesen: Deutsche Mediziner in der Türkei ab 1933 (Memento vom 21. Juni 2023 im Internet Archive), Diskussionsabend im Generalkonsulat am 6. August 2006
- Exil und Bildungsreform: Deutsche Rechtsprofessoren in der Türkei ab 1933 (Memento vom 15. August 2022 im Internet Archive), Diskussionsabend im Generalkonsulat am 29. November 2005
- Literarischer Abend mit Dr. Yüksel Pazarkaya (Memento vom 30. Januar 2023 im Internet Archive), Diskussionsabend im Deutschen Generalkonsulat am 19. April 2005
- Yaşar Kemal mit seinem Übersetzer Cornelius Bischof (Memento vom 30. Januar 2023 im Internet Archive), Diskussionsabend im Deutschen Generalkonsulat am 22. Januar 2004